# L'Équilibre impossible
L'Équilibre impossible je francouzský němý film z roku 1902. Režisérem je Georges Méliès (1861–1938). Film trvá zhruba jednu minutu.

## Děj
Kouzelník si sedne na židli, odkud z něj postupně vylezou tři jeho dvojníci. Kouzelník s nimi předvede akrobatické vystoupení a vzápětí je přemění ve dvě vlajky (americkou a francouzskou), které krátce před svým odchodem odhodí stranou.